# 10. skupina specialnih sil (ZDA)
10. skupina specialnih sil (angleško 10th Special Forces Group) je vojaška specialna enota, ki je del Specialnih sil (oz. Zelenih baretk) Kopenske vojske.
Skupina je zadolžena za pokrivanje EUCOMa in tako spada pod Poveljstvo specialnih operacij, Evropa.

## Zgodovina
Skupina je bila ustanovljena 19. junija 1952 v Fort Braggu (Severna Karolina) pod poveljstvom Aarona Banka.